# Tuconio
Tuconio (in croato Tkon) è un comune croato di 707 abitanti della Regione zaratina, in Dalmazia.

## Geografia fisica
Il comune affaccia sulla costa adriatica e sorge alla punta meridionale dell'isola di Pasman. In linea d'aria si trova a metà strada fra Zara e Sebenico, ed il comune che le sorge di fronte, sulla terraferma, è Zaravecchia. Il comune più vicino, sull'isola, è Pasman, situato a circa 8 km nord.

## Geografia antropica
Il comune di Tuconio non è suddiviso in frazioni.